# Isola di Vil'kickij (Mare della Siberia orientale)
Isola di Vil'kickij (in russo Остров Вилькицкого; in inglese Vilkitsky island) è una delle isole De Long che fanno parte dell'arcipelago delle isole della Nuova Siberia. Amministrativamente fa parte del Bulunskij ulus del territorio della Repubblica autonoma russa della Sacha-Jacuzia, nel Circondario federale dell'Estremo Oriente, (Siberia orientale).

## Geografia
L'isola di Vil'kickij si trova nel mare della Siberia Orientale, al di sotto del "limite del ghiaccio permanente", è la più meridionale e più piccola del gruppo delle De Long ed è disabitata. Ha una superficie di 1,5 km² e un'altitudine massima di 70 m. L'isola Žohova si trova 40 km a nord-ovest, Bennetta 130 km a nord-ovest, Novaja Sibir’ 74 km a sud-ovest.

## Storia
L'isola di Vil'kickij è stata scoperta e mappata nel 1913, durante la spedizione idrografica della Marina imperiale russa nell'Oceano Artico guidata da Boris Andreevič Vil'kickij a bordo delle navi Tajmyr e Vajgač. In particolare fu Aleksej Nikolaevič Žohov, a bordo della Tajmyr, che avvistò quella che venne dedicata a B. A. Vil'kickij il 20 agosto del 1913.

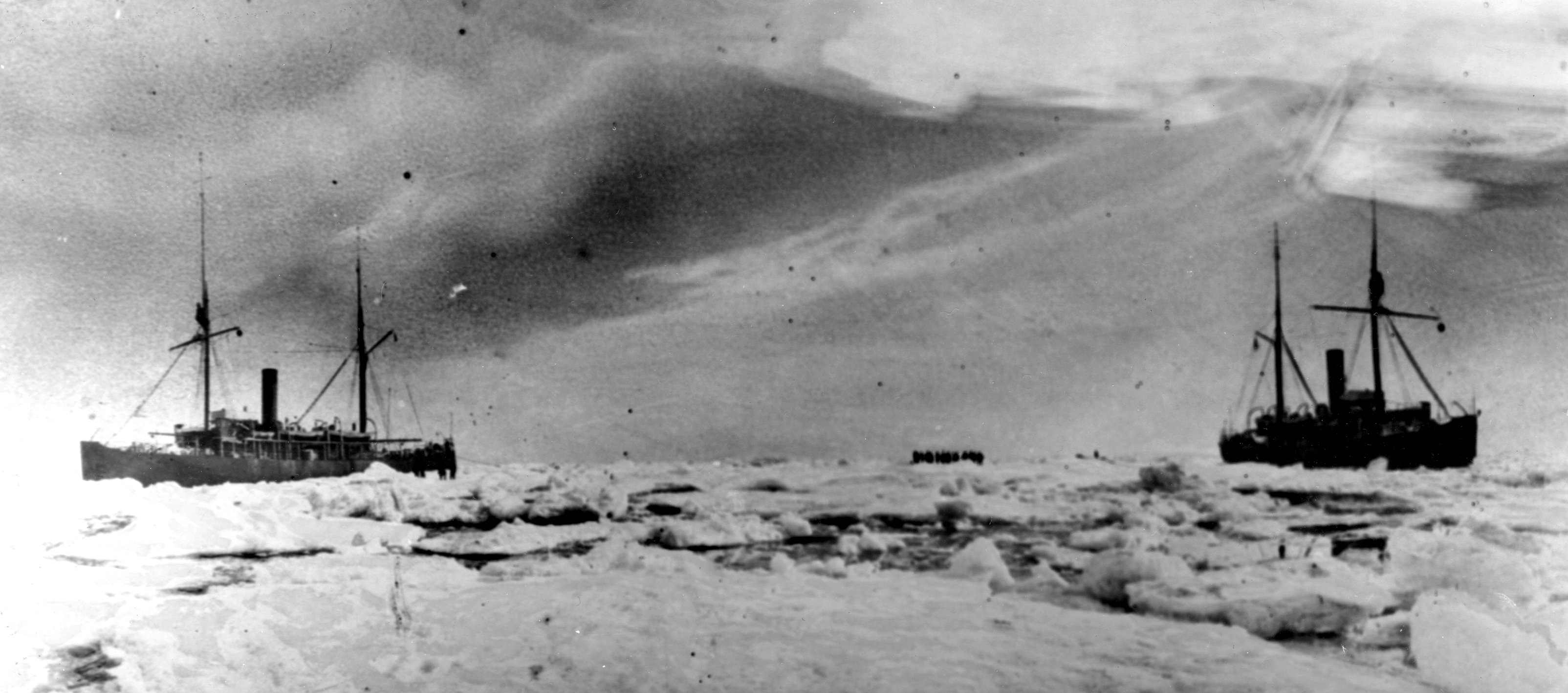
Le navi Tajmyr e Vajgač, 1913